# Pločnik (Doboj)
Pour les articles homonymes, voir Pločnik.
Pločnik (en serbe cyrillique : Плочник) est un village de Bosnie-Herzégovine. Il est situé sur le territoire de la ville de Doboj et dans la république serbe de Bosnie. Selon les premiers résultats du recensement bosnien de 2013, il compte 287 habitants.

## Géographie
Le village est situé sur la rive gauche de la rivière Bosna, un affluent droit de la Save.

## Démographie

### Évolution historique de la population dans la localité
| 1948 | 1953 | 1961 | 1971 | 1981 | 1991 | 2013 |
| ---- | ---- | ---- | ---- | ---- | ---- | ---- |
| -    | -    | 293  | 283  | 304  | 304  | 287  |

|  |